# Мамбері
Мамбері (груз. მამბერი) — в міфології горян Західної Грузії (зокрема, у сванів і рачинців) — міфологічний персонаж.
Згідно з народними уявленнями, Мамбері був повелителем вовків. Вважалося, коли він був задоволений людьми, то він зав'язував пащі вовкам, а в гніві — навпаки — напускав вовків на худобу.